# 危機一髪いけないラブコール
『危機一髪いけないラブコール』(ききいっぱついけないラブコール)は、さこう栄による日本の漫画作品。
『なかよし』（講談社）にて連載された。

## 書誌情報
- 危機一髪いけないラブコール 発売日： 1986/5/2 ISBN 9784061785366
  - 夏にトラブルしましょ／恋をしていいかナ？／セーラー服に恋してる